# Chakravarti Rajagopalachari
Chakravarthi Rajagopalachari (Tamil: சக்ரவர்தி ராஜகோபாலாச்சாரி) (10 de diciembre de 1878-25 de diciembre de 1972), conocido como Rajaji o C.R., fue un abogado, escritor y estadista indio. Fue el segundo y último gobernador general de la India independiente y el único gobernador hindú. Posteriormente fue nombrado ministro principal del estado de Madrás, siendo en 1954 uno de los primeros galardonados con el más alto honor civil de la India, el Bharat Ratna, junto al Dr. Sarvepalli Radhakrishnan y al Dr. C.V. Raman.

## Semblanza

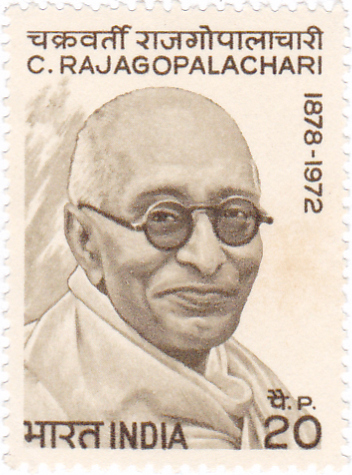
Sello postal de la India con la imagen de Rajagopalachari

C.R. nació en el seno de una familia Tamil Brahmin (esta a la vez procedente de Thorapalli) en un barrio del distrito de Krishnagiri, en el estado de Tamil Nadu, y en Chakravarti Singaramma el 10 de diciembre de 1878 en Thorapalli, Dharmapuri taluk, Salem district, Madras Presidency. Sus padres ya tenían dos hijos, Chakravarti Narasimhachari y Chakravarti Srinivasa. y fue educado en Madrás y Bangalore, lugar donde estudio derecho. Se casó muy joven y tuvo cinco hijos, antes de enviudar a los 37 años. Tras terminar sus estudios, trabajó como abogado en Salem, donde comenzó a mostrar interés por la política. 
Considerado durante un tiempo como el heredero de Gandhi (de quien terminó siendo consuegro, al casarse su hija Lakshmi con el hijo menor de éste, Devdas), fue uno de los cinco líderes del Partido del Congreso durante la lucha por la independencia de la India, junto a Jawaharlal Nehru, Rajendra Prasad, Sardar Vallabhbhai Patel y Abul Kalam Azad.
En 1948, una vez que la India hubo obtenido la independencia, reemplazó a lord Mountbatten en el cargo de gobernador general de la India, puesto que ocupó hasta que se declaró la república el 26 de enero de 1950. Entonces, ese puesto fue sustituido por el presidente, siendo nombrado en su lugar Rajendra Prasad.
Posteriormente, fue nombrado Ministro Principal del estado de Madrás en 1952 y hasta 1954, puesto que ya había ocupado entre 1937 y 1939.
En 1957 abandonó el Partido del Congreso y formó una nueva fuerza política, el Congreso Democrático Nacional de la India, partido que se integró posteriormente en el Partido Swatantra.
Además de la política, Rajagopalachari se dedicó a la literatura. Aparte de escribir numerosas obras, tradujo el Tirukkural al inglés.
Chakravarthi Rajagopalachari falleció en diciembre de 1972 a los 94 años de edad.